# Bez tišine!
Bez tišine!, drugi studijski album hrvatskog pop-rock sastava Vještice. Objavljen je u ožujku 1991. u izdanju diskografske kuće Plavi pilot.

## Popis pjesama
| Br. | Skladba                  | Trajanje |
| --- | ------------------------ | -------- |
| 1.  | »Reci mi«                |          |
| 2.  | »Nevidljiv«              |          |
| 3.  | »666«                    |          |
| 4.  | »Saksofon i dva klavira« |          |
| 5.  | »Bez tišine!«            |          |
| 6.  | »Prečesto«               |          |
| 7.  | »Moja jedna jedina«      |          |
| 8.  | »Prečesto«               |          |
| 9.  | »Kradljivac srca«        |          |
| 10. | »Ti i ja«                |          |

## Produkcija
- Boris Leiner - bubnjevi
- Max Wilson - gitara
- Srđan Sacher - bas-gitara, vokal